# 瓦尔特·兰塔萨
瓦尔特·兰塔萨（德語：Walter Rantasa，1966年2月14日—），奥地利男子赛艇运动员。他曾代表奥地利参加世界赛艇锦标赛，获得四枚金牌、二枚银牌和一枚铜牌。他也曾参加1996年夏季奥运会。